# Hitting a New High
Hitting a New High is een Amerikaanse filmkomedie uit 1937 onder regie van Raoul Walsh. Destijds werd de film in Nederland uitgebracht onder de titel De zangvogel van Broadway en Parijs.

## Verhaal
Suzette is een revuezangeres die droomt van een carrière als operadiva. Haar impresario Corny Davis wil Suzette helpen door haar verkleed als vogelmeisje naar Afrika te sturen, waar miljonair en operaliefhebber Lucius B. Blynn op safari is.

## Rolverdeling
| Acteur                | Personage       |
| --------------------- | --------------- |
| Lily Pons             | Suzette         |
| Jack Oakie            | Corny Davis     |
| John Howard           | Jimmy James     |
| Eric Blore            | Cedric Cosmo    |
| Edward Everett Horton | Lucius B. Blynn |
| Eduardo Ciannelli     | Andreas Mazzini |
| Luis Alberni          | Luis Marlo      |
| Vinton Hayworth       | Carter Haig     |
| Leonard Carey         | Jervons         |